# Todd's Station
Todd's Station es una localidad de Trinidad y Tobago, que forma parte de la región de Couva-Tabaquite-Talparo.

## Geografía
La localidad abarca parte de la isla Trinidad y limita al norte con Welcome, Las Lomas (Nos. 1 & 2) y Talparo, al sur con Mamoral No. 2, al este con Talparo y Mundo Nuevo y al oeste con Longdenville y Caparo.

## Demografía
Datos demográficos de la localidad de Todd's Station:
| Gráfica de evolución demográfica de Todd's Station entre 2000 y 2011 |
|                                                                      |